# Fuyuko Mimura
Fuyuko Mimura (jap. 三村冬子 Mimura Fuyuko; ur. 17 grudnia 1989) - japońska zapaśniczka walcząca w stylu wolnym. Srebrna medalistka mistrzostw Azji w 2010. Druga w Pucharze Świata w 2009; piąta w 2010. Mistrzyni Azji kadetek w 2004 i 2005. Złoto na mistrzostwach świata juniorek w 2008 i 2009, srebro w 2007, brąz w 2006 roku.